# Liste der Steinkreuze im Landkreis Neustadt an der Aisch-Bad Windsheim
Diese sortierbare Liste enthält Steinkreuze (Sühnekreuze, Kreuzsteine etc.) des mittelfränkischen Landkreises Neustadt an der Aisch-Bad Windsheim in Bayern. Die Liste ist möglicherweise unvollständig.

## Liste bekannter Steinkreuze
| Bild           | Objekt                                        | Kurzbeschreibung                                                                                                   | Material  | Abmessungen Höhe:Breite:Dicke | Entstehung          | BLfD-Referenz  | Gemeinde/Stadt                      | Koordinaten                      | Bemerkung                   |
| -------------- | --------------------------------------------- | --- | --------- | ----------------------------- | ------------------- | -------------- | ----------------------------------- | -------------------------------- | --------------------------- |
|                | Steinkreuz bei Berolzheim                     | Steinkreuz. siehe auch: Sühnekreuze.de                                                                             | ?         | ?                             | Spätmittelalterlich | D-5-75-112-254 | Bad Windsheim / Berolzheim          | 49° 32′ 50,8″ N, 10° 25′ 57,8″ O |                             |
|                | Steinkreuz bei Rehhof                         | Steinkreuz. siehe auch: Sühnekreuze.de                                                                             | ?         | ?                             | Spätmittelalterlich | D-5-75-112-316 | Bad Windsheim / Rehhof              | 49° 34′ 36,1″ N, 10° 26′ 28,1″ O |                             |
|                | Steinkreuz Rüdisbronner Wald                  | Steinkreuz, lateinische Kreuzform.                                                                                 | Sandstein | 155:72:32                     | ?                   |                | Bad Windsheim / Rüdisbronn          | 49° 34′ 51,2″ N, 10° 26′ 27,2″ O |                             |
| weitere Bilder | Steinkreuz im Freilandmuseum                  | Steinkreuz aus Unteraltenbernheim. siehe auch: Sühnekreuze.de                                                      | Sandstein | ?                             | ?                   | -              | Bad Windsheim / -                   | 49° 29′ 47,8″ N, 10° 25′ 6,7″ O  |                             |
|                | Steinkreuz in Bad Windsheim                   | Steinkreuz. siehe auch: Sühnekreuze.de                                                                             | Sandstein | 64:83:27                      | Spätmittelalterlich | D-5-75-112-233 | Bad Windsheim / -                   | 49° 30′ 19,5″ N, 10° 24′ 39,5″ O |                             |
| weitere Bilder | Steinkreuz bei Baudenbach (1)                 | Steinkreuz. siehe auch: Sühnekreuze.de                                                                             | Sandstein | ?                             | Spätmittelalterlich | D-5-75-113-7   | Baudenbach / -                      | 49° 37′ 14,9″ N, 10° 32′ 13,5″ O |                             |
| weitere Bilder | Steinkreuz bei Baudenbach (2)                 | Steinkreuz. siehe auch: Sühnekreuze.de                                                                             | Sandstein | ?                             | Spätmittelalterlich | D-5-75-113-7   | Baudenbach / -                      | 49° 37′ 14,9″ N, 10° 32′ 13,5″ O |                             |
| weitere Bilder | Steinkreuz bei Baudenbach (3)                 | Steinkreuz. siehe auch: Sühnekreuze.de                                                                             | ?         | ?                             | Spätmittelalterlich | D-5-75-113-8   | Baudenbach / -                      | 49° 37′ 58,5″ N, 10° 33′ 0,7″ O  |                             |
| weitere Bilder | Steinkreuz bei Baudenbach (4)                 | Steinkreuz. siehe auch: Sühnekreuze.de                                                                             | ?         | ?                             | Spätmittelalterlich | D-5-75-113-8   | Baudenbach / -                      | 49° 37′ 58,5″ N, 10° 33′ 0,7″ O  |                             |
|                | Steinkreuz bei Baudenbach (5)                 | Steinkreuz. siehe auch: Sühnekreuze.de                                                                             | ?         | ?                             | Spätmittelalterlich | D-5-75-113-8   | Baudenbach / -                      | 49° 37′ 58,5″ N, 10° 33′ 0,7″ O  |                             |
|                | Steinkreuz bei Frankenfeld                    | Steinkreuz. siehe auch: Sühnekreuze.de                                                                             | ?         | ?                             | Spätmittelalterlich | D-5-75-113-9   | Baudenbach / Frankenfeld            | 49° 37′ 59,2″ N, 10° 29′ 39,4″ O |                             |
|                | Schwedenkreuz                                 | Steinkreuz, Arme bis auf die Reste der Ansätze abgeschlagen. siehe auch: Sühnekreuze.de                            | Sandstein | 95:60:35                      | Spätmittelalterlich | -              | Burghaslach / Fürstenforst          | 49° 44′ 38,3″ N, 10° 34′ 47,4″ O |                             |
|                | Steinkreuz bei Burghaslach (1)                | Steinkreuz, nach vorne geneigt. siehe auch: Sühnekreuze.de                                                         | Sandstein | 75:65:17                      | Spätmittelalterlich | D-5-75-116-20  | Burghaslach / -                     | 49° 44′ 3,2″ N, 10° 34′ 48″ O    |                             |
|                | Steinkreuz bei Burghaslach (2)                | Steinkreuz, versunken. siehe auch: Sühnekreuze.de                                                                  | Sandstein | 47:70:21                      | Spätmittelalterlich | D-5-75-116-20  | Burghaslach / -                     | 49° 44′ 3,2″ N, 10° 34′ 48″ O    |                             |
|                | Steinkreuz bei Burghaslach (3)                | Steinkreuz, halb versunken. siehe auch: Sühnekreuze.de                                                             | Sandstein | 78:91:26                      | Spätmittelalterlich | D-5-75-116-22  | Burghaslach / -                     | 49° 44′ 3,2″ N, 10° 34′ 48″ O    |                             |
| weitere Bilder | Steinkreuz bei Hanbach                        | Steinkreuz, eingesunken. siehe auch: Sühnekreuze.de                                                                | Sandstein | 67:87:30                      | Spätmittelalterlich | D-5-75-118-15  | Diespeck / Hanbach                  | 49° 36′ 23,1″ N, 10° 35′ 17,6″ O |                             |
| weitere Bilder | Steinkreuz bei Stübach (1)                    | Steinkreuz, eingesunken. siehe auch: Sühnekreuze.de                                                                | Sandstein | 23:35:17                      | Spätmittelalterlich | D-5-75-118-20  | Diespeck / Stübach                  | 49° 36′ 35,7″ N, 10° 34′ 59,3″ O |                             |
| weitere Bilder | Steinkreuz bei Stübach (2)                    | Steinkreuz, Fragment. siehe auch: Sühnekreuze.de                                                                   | Sandstein | 50:33:21                      | Spätmittelalterlich | D-5-75-118-20  | Diespeck / Stübach                  | 49° 36′ 35,7″ N, 10° 34′ 59,3″ O |                             |
| weitere Bilder | Steinkreuz bei Stübach (3)                    | Steinkreuz, eingesunken. siehe auch: Sühnekreuze.de                                                                | Sandstein | 43:47:30                      | Spätmittelalterlich | D-5-75-118-20  | Diespeck / Stübach                  | 49° 36′ 35,7″ N, 10° 34′ 59,3″ O |                             |
| weitere Bilder | Steinkreuz bei Stübach (4)                    | Steinkreuz, verwittert. siehe auch: Sühnekreuze.de                                                                 | Sandstein | 92:40:19                      | Spätmittelalterlich | D-5-75-118-20  | Diespeck / Stübach                  | 49° 36′ 35,7″ N, 10° 34′ 59,3″ O |                             |
| weitere Bilder | Steinkreuz bei Stübach (5)                    | Steinkreuz. siehe auch: Sühnekreuze.de                                                                             | Sandstein | 140:117:30                    | Spätmittelalterlich | D-5-75-118-20  | Diespeck / Stübach                  | 49° 36′ 35,7″ N, 10° 34′ 59,3″ O |                             |
| weitere Bilder | Steinkreuz in Stübach                         | Steinkreuz, lateinisch. siehe auch: Sühnekreuze.de                                                                 | Sandstein | 142:92:30                     | 16. Jahrhundert     | D-5-75-118-19  | Diespeck / Stübach                  | 49° 36′ 28,2″ N, 10° 35′ 9,7″ O  |                             |
|                | Steinkreuz in Dietersheim                     | Steinkreuz. siehe auch: Sühnekreuze.de                                                                             | ?         | ?                             | Spätmittelalterlich | D-5-75-119-6   | Dietersheim / -                     | 49° 33′ 39,9″ N, 10° 33′ 7,3″ O  |                             |
|                | Steinkreuz bei Elgersdorf                     | Steinkreuz. siehe auch: Sühnekreuze.de                                                                             | Sandstein | ?                             | Nachmittelalterlich | D-5-75-121-41  | Emskirchen / Elgersdorf             | 49° 32′ 29,8″ N, 10° 44′ 39,4″ O |                             |
|                | Steinkreuz bei Gunzendorf                     | Steinkreuz. siehe auch: Sühnekreuze.de                                                                             | ?         | ?                             | Spätmittelalterlich | D-5-75-121-43  | Emskirchen / Gunzendorf             | 49° 33′ 1,7″ N, 10° 45′ 37,4″ O  |                             |
| weitere Bilder | Steinkreuz bei Neuschauerberg (1)             | Steinkreuz, eingesunken. siehe auch: Sühnekreuze.de                                                                | Sandstein | 84:90:27                      | Spätmittelalterlich | D-5-75-121-50  | Emskirchen / Neuschauerberg         | 49° 32′ 11,5″ N, 10° 41′ 58,9″ O |                             |
| weitere Bilder | Steinkreuz bei Neuschauerberg (2)             | Steinkreuz mit kurzen Querbalken. siehe auch: Sühnekreuze.de                                                       | Sandstein | 108:64:27                     | Spätmittelalterlich | D-5-75-121-50  | Emskirchen / Neuschauerberg         | 49° 32′ 11,5″ N, 10° 41′ 58,9″ O |                             |
| weitere Bilder | Steinkreuz bei Neuschauerberg (2)             | Steinkreuz mit abgerundeten Kreuzenden. siehe auch: Sühnekreuze.de                                                 | Sandstein | 103:67:21                     | Spätmittelalterlich | D-5-75-121-50  | Emskirchen / Neuschauerberg         | 49° 32′ 11,5″ N, 10° 41′ 58,9″ O |                             |
|                | Steinkreuz in Emskirchen                      | Steinkreuz. siehe auch: Sühnekreuze.de                                                                             | ?         | ?                             | Spätmittelalterlich | D-5-75-121-30  | Emskirchen / -                      | 49° 32′ 49,2″ N, 10° 42′ 36,8″ O |                             |
|                | Steinkreuz in Neidhardswinden                 | Steinkreuz, bis zu den Querbalken versunken. siehe auch: Sühnekreuze.de                                            | Sandstein | 60:75:25                      | Spätmittelalterlich | D-5-75-121-48  | Emskirchen / Neidhardswinden        | 49° 31′ 15,3″ N, 10° 41′ 41,2″ O |                             |
|                | Steinkreuz in Pirkach                         | Steinkreuz. siehe auch: Sühnekreuze.de                                                                             | ?         | ?                             | Spätmittelalterlich | D-5-75-121-54  | Emskirchen / Pirkach                | 49° 32′ 8,4″ N, 10° 47′ 35,8″ O  |                             |
|                | Steinkreuz bei Reinhardshofen                 | Steinkreuz. siehe auch: Sühnekreuze.de                                                                             | ?         | ?                             | Spätmittelalterlich | D-5-75-128-17  | Gutenstetten / Reinhardshofen       | 49° 38′ 17,3″ N, 10° 39′ 2,8″ O  |                             |
|                | Steinkreuz bei Hagenbüchach                   | Steinkreuz. siehe auch: Sühnekreuze.de                                                                             | ?         | ?                             | Spätmittelalterlich | D-5-75-129-8   | Hagenbüchach / -                    | 49° 32′ 21,1″ N, 10° 46′ 23,4″ O |                             |
|                | Steinkreuz bei Lipprichhausen                 | Steinkreuz. siehe auch: Sühnekreuze.de                                                                             | ?         | ?                             | Spätmittelalterlich | D-5-75-130-21  | Hemmersheim / Lipprichhausen        | 49° 33′ 52″ N, 10° 7′ 38,7″ O    |                             |
|                | Steinkreuz in Lipprichhausen                  | Steinkreuz. siehe auch: Sühnekreuze.de                                                                             | ?         | ?                             | Spätmittelalterlich | D-5-75-130-22  | Hemmersheim / Lipprichhausen        | 49° 34′ 13,6″ N, 10° 7′ 5,3″ O   |                             |
|                | Steinkreuz bei Bullenheim                     | Steinkreuz stand ursprünglich auf Bullenheimer Flur nordöstlich in Richtung Hüttenheim. siehe auch: Sühnekreuze.de | Sandstein | 70:42:17                      | ?                   | -              | Ippesheim / Bullenheim              | 49° 37′ 27″ N, 10° 13′ 52,5″ O   |                             |
|                | Schwedenkreuz                                 | Steinkreuz. | ?         | ?                             | ?                   | -              | Markt Erlbach / Altziegenrück       | 49° 28′ 43″ N, 10° 38′ 13,3″ O   |                             |
| weitere Bilder | Steinkreuz bei Linden                         | Steinkreuz, übermannshohes, gefastes Sühnekreuz. siehe auch: Sühnekreuze.de                                        | ?         | ?                             | Spätmittelalterlich | D-5-75-145-45  | Markt Erlbach / Linden              | 49° 29′ 57,1″ N, 10° 35′ 5,5″ O  |                             |
|                | Steinkreuz bei Linden im Ipsheimer Wald       | Steinkreuz im Ipsheimer Wald, Infoschild vorhanden, Wegweiser im Wald.                                             | Sandstein | ?                             | ?                   | -              | Markt Erlbach / Linden              | 49°30'16.6"N 10°33'21.5"O        |                             |
|                | Steinkreuz bei Markt Erlbach                  | Steinkreuz, Kreuzarme teils abgebrochen. siehe auch: Sühnekreuze.de                                                | Sandstein | ?                             | Spätmittelalterlich | D-5-75-145-24  | Markt Erlbach / -                   | 49° 29′ 54,7″ N, 10° 38′ 24,2″ O |                             |
|                | Steinkreuz in Kappersberg                     | Steinkreuz, ein Arm abgebrochen. siehe auch: Sühnekreuze.de                                                        | Sandstein | ?                             | Spätmittelalterlich | D-5-75-145-32  | Markt Erlbach / Kappersberg         | 49° 30′ 56,2″ N, 10° 39′ 22,5″ O |                             |
| weitere Bilder | Steinkreuz in Markt Erlbach (1)               | Steinkreuz. siehe auch: Sühnekreuze.de                                                                             | Sandstein | ?                             | Spätmittelalterlich | D-5-75-145-23  | Markt Erlbach / -                   | 49° 29′ 37,1″ N, 10° 39′ 25,1″ O |                             |
| weitere Bilder | Steinkreuz in Markt Erlbach (2)               | Steinkreuz. siehe auch: Sühnekreuze.de                                                                             | Sandstein | ?                             | Spätmittelalterlich | D-5-75-145-23  | Markt Erlbach / -                   | 49° 29′ 36,3″ N, 10° 38′ 54,7″ O |                             |
| weitere Bilder | Steinkreuz in Markt Erlbach (3)               | Steinkreuz mit Pflugschar-Ritzung. siehe auch: Sühnekreuze.de                                                      | Sandstein | ?                             | Spätmittelalterlich | D-5-75-145-22  | Markt Erlbach / -                   | 49° 29′ 42,7″ N, 10° 39′ 19,1″ O |                             |
| weitere Bilder | Steinkreuz in Markt Erlbach (4)               | Steinkreuz, rechter Arm fehlt. siehe auch: Sühnekreuze.de                                                          | Sandstein | ?                             | Spätmittelalterlich | D-5-75-145-21  | Markt Erlbach / -                   | 49° 29′ 42,6″ N, 10° 39′ 18,8″ O |                             |
| weitere Bilder | Steinkreuz in Markt Erlbach (5)               | Steinkreuz, im Querbalken zwei Einzeichnungen. siehe auch: Sühnekreuze.de                                          | Sandstein | ?                             | Spätmittelalterlich | D-5-75-145-21  | Markt Erlbach / -                   | 49° 29′ 42,7″ N, 10° 39′ 19,1″ O |                             |
|                | Steinkreuz bei Hirschneuses                   | Steinkreuz. siehe auch: Sühnekreuze.de                                                                             | ?         | ?                             | Nachmittelalterlich | D-5-75-152-26  | Neuhof an der Zenn / Hirschneuses   | 49° 26′ 41,1″ N, 10° 40′ 20,1″ O |                             |
| weitere Bilder | Steinkreuz bei Neuhof an der Zenn             | Steinkreuz. siehe auch: Sühnekreuze.de                                                                             | ?         | ?                             | Nachmittelalterlich | D-5-75-152-21  | Neuhof an der Zenn / -              | 49° 27′ 36,3″ N, 10° 38′ 28,3″ O |                             |
|                | Linsenkreuz                                   | Steinkreuz mit abgerundeten Ecken. siehe auch: Sühnekreuze.de                                                      | Sandstein | ?                             | 1727                | D-5-75-153-168 | Neustadt a.d.Aisch / Oberschweinach | 49° 33′ 26,7″ N, 10° 36′ 13,9″ O |                             |
|                | Schwedenkreuz                                 | Steinkreuz mit abgebrochenem Arm siehe auch: Sühnekreuze.de                                                        | ?         | ?                             | ?                   | D-5-75-153-118 | Neustadt a.d.Aisch / -              | 49° 34′ 21,1″ N, 10° 37′ 52,9″ O |                             |
| weitere Bilder | Steinkreuz am Waldfriedhof                    | Steinkreuz. siehe auch: Sühnekreuze.de                                                                             | ?         | ?                             | ?                   | D-5-75-153-116 | Neustadt a.d.Aisch / Oberschweinach | 49° 33′ 53,5″ N, 10° 36′ 32,1″ O |                             |
| weitere Bilder | Steinkreuz bei Chausseehaus                   | Steinkreuz. siehe auch: Sühnekreuze.de                                                                             | Sandstein | ?                             | Spätmittelalterlich | D-5-75-153-119 | Neustadt a.d.Aisch / -              | 49° 34′ 17,7″ N, 10° 39′ 12,3″ O |                             |
|                | Steinkreuz bei Diespeck                       | Steinkreuz. siehe auch: Sühnekreuze.de                                                                             | ?         | ?                             | ?                   | -              | Neustadt a.d.Aisch / Diespeck       | 49° 35′ 9,8″ N, 10° 37′ 36,6″ O  | Existenz nicht nachgewiesen |
|                | Steinkreuz bei Herrnneuses                    | Steinkreuz, Vorderseite mit eingeritzter Pflugschar. siehe auch: Sühnekreuze.de                                    | ?         | ?                             | Spätmittelalterlich | D-5-75-153-144 | Neustadt a.d.Aisch / Herrnneuses    | 49° 32′ 26,1″ N, 10° 38′ 42,1″ O |                             |
|                | Steinkreuz bei Lohmühle                       | Steinkreuz. siehe auch: Sühnekreuze.de                                                                             | ?         | ?                             | 1628                | D-5-75-153-117 | Neustadt a.d.Aisch / -              | 49° 34′ 19″ N, 10° 37′ 12,2″ O   |                             |
| weitere Bilder | Steinkreuz Neustadt an der Aisch/Kleinerlbach | Steinkreuz. siehe auch: Sühnekreuze.de                                                                             | Sandstein | ?                             | ?                   | D-5-75-153-120 | Neustadt a.d.Aisch / Kleinerlbach   | 49° 35′ 6,4″ N, 10° 37′ 9,8″ O   |                             |
|                | Steinkreuz bei Oberickelsheim                 | Steinkreuz. siehe auch: Sühnekreuze.de                                                                             | Kalkstein | ?                             | Spätmittelalterlich | D-5-75-155-4   | Oberickelsheim / -                  | 49° 36′ 19,4″ N, 10° 8′ 44,8″ O  |                             |
|                | Steinkreuz bei Breitenau                      | Steinkreuz. siehe auch: Sühnekreuze.de                                                                             | ?         | ?                             | Spätmittelalterlich | D-5-75-156-21  | Obernzenn / Breitenau               | 49° 27′ 41,5″ N, 10° 28′ 8,1″ O  |                             |
|                | Steinkreuz bei Hohlach                        | Steinkreuz. siehe auch: Sühnekreuze.de                                                                             | ?         | ?                             | Spätmittelalterlich | D-5-75-163-26  | Simmershofen / Hohlach              | 49° 30′ 9,5″ N, 10° 9′ 55,3″ O   |                             |
|                | Steinkreuz in Hohlach                         | Steinkreuz, kurze abgerundete Enden. siehe auch: Sühnekreuze.de                                                    | Sandstein | ?                             | Spätmittelalterlich | D-5-75-163-26  | Simmershofen / Hohlach              | 49° 30′ 41″ N, 10° 8′ 51,9″ O    |                             |
|                | Steinkreuz bei Stöckach (1)                   | Steinkreuz. siehe auch: Sühnekreuze.de                                                                             | ?         | ?                             | Nachmittelalterlich | D-5-75-166-6   | Trautskirchen / Stöckach            | 49° 27′ 8,9″ N, 10° 36′ 28,3″ O  |                             |
|                | Steinkreuz bei Stöckach (2)                   | Steinkreuz, mit abgefasten Kanten.                                                                                 | ?         | ?                             | Nachmittelalterlich | D-5-75-166-7   | Trautskirchen / Stöckach            | 49° 27′ 8,8″ N, 10° 36′ 27,8″ O  |                             |
|                | Steinkreuz bei Stöckach (3)                   | Steinkreuz, in Form eines Antoniuskreuze.                                                                          | ?         | ?                             | 1880                | D-5-75-166-8   | Trautskirchen / Stöckach            | 49° 27′ 8,8″ N, 10° 36′ 27,8″ O  |                             |
|                | Steinkreuz bei Trautskirchen                  | Steinkreuz. siehe auch: Sühnekreuze.de                                                                             | ?         | ?                             | ?                   | -              | Trautskirchen / -                   | 49° 27′ 17″ N, 10° 36′ 8,2″ O    |                             |
|                | Steinkreuz in Trautskirchen                   | Steinkreuz. siehe auch: Sühnekreuze.de                                                                             | ?         | ?                             | ?                   | -              | Trautskirchen / -                   | 49° 27′ 17,7″ N, 10° 35′ 47,4″ O | Existenz nicht nachgewiesen |
| weitere Bilder | Steinerne Kreuz                               | Steinkreuz, Nachbildung des alten Steinkreuzes. siehe auch: Sühnekreuze.de                                         | Sandstein | 103:67:20                     | Neuzeitlich         | -              | Uehlfeld / -                        | 49° 40′ 51,1″ N, 10° 42′ 1,9″ O  |                             |
| weitere Bilder | Steinkreuz in Peppenhöchstädt                 | Steinkreuz, eingesunken. siehe auch: Sühnekreuze.de                                                                | Sandstein | 60:95:35                      | Spätmittelalterlich | D-5-75-167-19  | Uehlfeld / Peppenhöchstädt          | 49° 39′ 25,4″ N, 10° 45′ 2,8″ O  |                             |
|                | Steinkreuz in Schornweisach (1)               | Steinkreuz. siehe auch: Sühnekreuze.de                                                                             | Sandstein | ?                             | Spätmittelalterlich | D-5-75-167-28  | Uehlfeld / Schornweisach            | 49° 39′ 58″ N, 10° 39′ 2,4″ O    |                             |
|                | Steinkreuz in Schornweisach (2)               | Steinkreuz. | Sandstein | ?                             | Spätmittelalterlich | D-5-75-167-28  | Uehlfeld / Schornweisach            | 49° 39′ 53,5″ N, 10° 39′ 2,5″ O  |                             |
| weitere Bilder | Steinkreuz in Uehlfeld                        | Steinkreuz, wuchtig. siehe auch: Sühnekreuze.de                                                                    | Sandstein | 100:112:25                    | Spätmittelalterlich | D-5-75-167-13  | Uehlfeld / -                        | 49° 40′ 20,2″ N, 10° 43′ 33,8″ O |                             |
| weitere Bilder | Steinkreuz in Voggendorf                      | Steinkreuz, unförmig. siehe auch: Sühnekreuze.de                                                                   | Sandstein | 77:80:20                      | Spätmittelalterlich | D-5-75-167-26  | Uehlfeld / Voggendorf               | 49° 40′ 9,4″ N, 10° 44′ 1″ O     |                             |
|                | Steinkreuz bei Kleinharbach                   | Steinkreuz. | Sandstein | ?                             | Spätmittelalterlich | D-5-75-168-174 | Uffenheim / Kleinharbach            | 49° 29′ 28,4″ N, 10° 8′ 23,8″ O  |                             |
|                | Steinkreuz bei Geckenheim                     | Steinkreuz auf Sandsteinsockel. siehe auch: Sühnekreuze.de                                                         | Kalkstein | 97:67:19                      | Spätmittelalterlich | D-5-75-179-17  | Weigenheim / Geckenheim             | 49° 34′ 28,5″ N, 10° 14′ 25,7″ O |                             |
|                | Steinkreuz bei Schloss Frankenberg            | Steinkreuz mit reliefiertem Wappen.                                                                                | Sandstein | ?                             | 1719                | D-5-75-179-33  | Weigenheim / Schloss Frankenberg    | 49° 36′ 9″ N, 10° 16′ 57,9″ O    |                             |

## Abgängige Steinkreuze
Diese Steinkreuze sind in der Literatur erwähnt aber bisher abgängig oder nicht mehr auffindbar.
- Flurdenkmal östlich von Vestenbergsgreuth.
- Steinkreuz östlich von Vestenbergsgreuth, Ein Replikat wurde aufgestellt, siehe Liste, Steinerne Kreuz Uehlfeld